# Oligodon melaneus
Oligodon melaneus — вид змій родини полозових (Colubridae).

## Поширення
Ендемік Східної Індії. Описаний з двох зразків, що зібрані в селі Тіндхарія в окрузі Дарджилінг у штаті Західний Бенгал. У 2022 році вид повторно був виявлений (через 112 років після відкриття) в штаті Ассам.

## Опис
Одним з типових зразків була самиця завдовжки 30 см, з хвостом 4 см. Вона була вагітною чотирма яйцями. Інший типовий зразок — самець, довжина якого схожа на самку. Тіло рівномірно чорне зверху, на боках переходить до сіруватого. Черево у самиці блакитно-сіре, з чорними крапками.